# باشگاه ورزشی

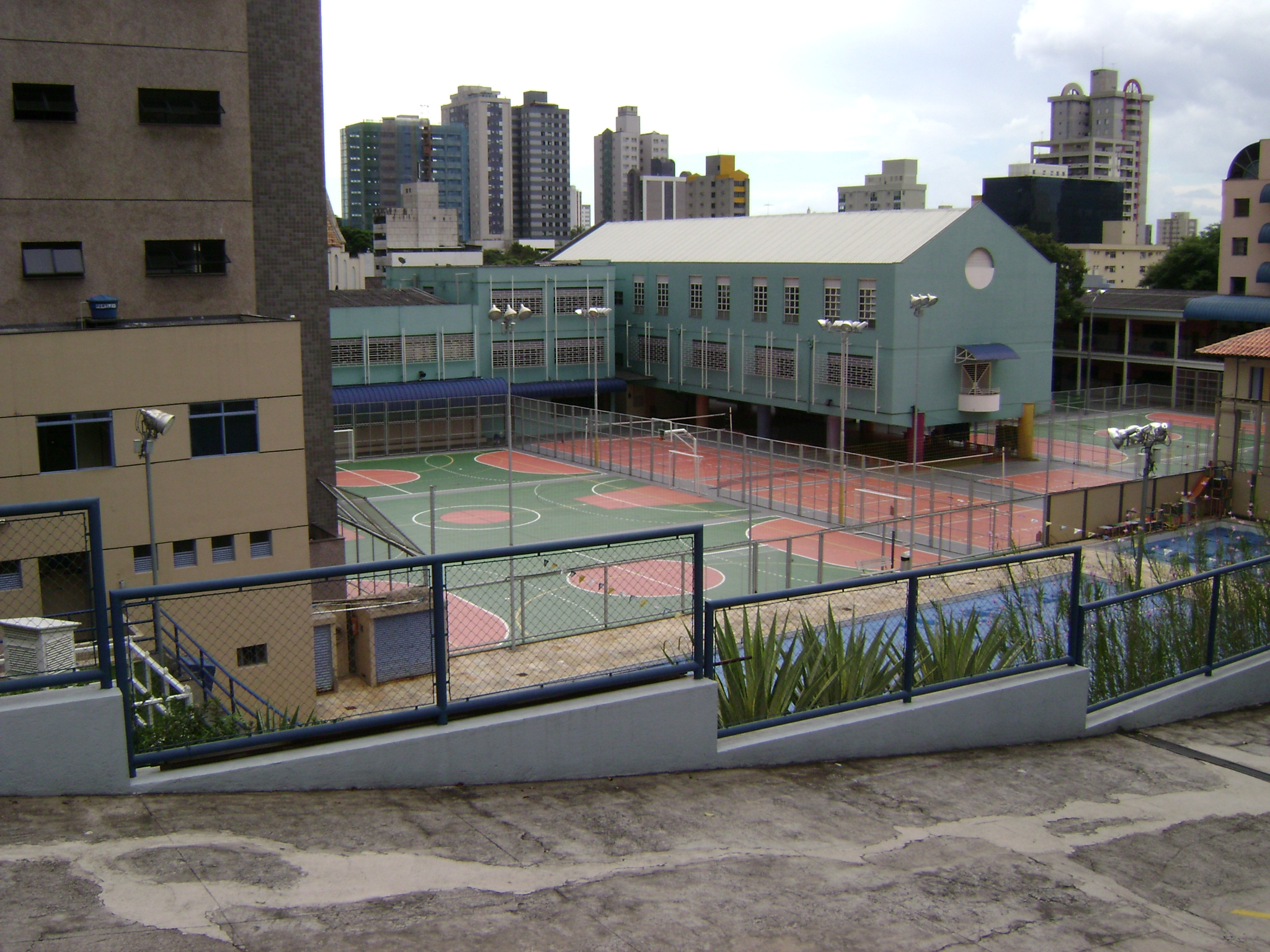
یک باشگاه ورزشی در بلو هوریزونته، برزیل، سطوح مختلف سنگ‌فرش شده و رنگ شده برای فوتسال، هندبال، بسکتبال و والیبال را با دو استخر در پیش‌زمینه نشان می‌دهد.

یک باشگاه ورزشی، یا یک باشگاه دو و میدانی یا انجمن ورزشی یا فدراسیون ورزشی، به مجموعه ای از افراد گفته می‌شود که با هدف انجام ورزش (در زمینه‌های مختلف) گردهم آمده‌اند.
باشگاه‌های ورزشی، طیف گسترده‌ای را شامل می‌شوند. از جملهٔ آنها می‌توان به سازمان‌هایی که اعضای آن‌ها با هم بدون دستمزد بازی می‌کنند و ممکن است گاهی اوقات در باشگاه‌های مشابه دیگر بازی کنند، که بیشتر توسط خانواده و دوستان تماشا می‌شوند، تا سازمان‌های تجاری بزرگ با بازیکنان حرفه‌ای که تیم‌هایی دارند که به‌طور منظم با تیم‌های باشگاه‌های دیگر رقابت می‌کنند و گاهی اوقات بسیار جذب می‌کنند اشاره کرد. جمعیت زیادی از تماشاگران با پرداخت هزینه ای به تماشای ورزش مورد علاقهٔ خود می‌پردازند. همچنین باشگاه‌ها ممکن است در یک یا چند رشته ورزشی (باشگاه‌های چند ورزشی) فعال باشند.
اصطلاح «باشگاه دو و میدانی» گاهی اوقات ممکن است برای یک باشگاه ورزشی عمومی به جای باشگاهی با سهامی خاص اطلاق شود که در این صورت از ورزش دو و میدانی استفاده می‌شود.
جنبشی تحت عنوان Turners توسط فردریش لودیگ یان که برای اولین بار در Volkspark Hasenheide در برلین در سال ۱۸۱۱ تحقق یافت، خاستگاه اولیهٔ باشگاه‌های ورزشی مدرن بود.

## سازماندهی
در نهایت باشگاه‌های ورزشی بزرگتر دارای دپارتمان‌های حرفه ای و آماتور در رشته‌های مختلف ورزشی مانند دوچرخه چوگان، فوتبال، بسکتبال، فوتسال، کریکت، والیبال، هندبال، هاکی، بولینگ، واترپلو، راگبی، دو و میدانی، بوکس، بیسبال، دوچرخه‌سواری، تنیس، قایقرانی، ژیمناستیک، و غیره هستند. از جمله ورزش‌های کمتر سنتی می‌توان به ایر سافت، بیلیارد، ورزش‌های الکترونیکی، جهت‌یابی، پینت بال، یا دربی غلتکی اشاره کرد. تیم‌ها و ورزشکاران سازماندهی شده توسط یک باشگاه ورزشی می‌توانند در چندین لیگ مختلف، مسابقات قهرمانی و تورنمنت‌ها با پوشیدن لباس‌های یکسان باشگاه و تحت عنوان نام باشگاه ورزشی خود، همچنین با به اشتراک گذاشتن پایگاه هواداران باشگاه، هواداران و امکانات یکسانی با دیگر تیم‌ها مسابقه دهند و رقابت بپردازند.
بسیاری از باشگاه‌های ورزشی حرفه‌ای دارای یک سیستم همکار هستند که در آن حامیان وابسته هزینه سالیانه باشگاه را پرداخت می‌کنند. در این موارد، هواداران با خرید اشتراک، خاص هر باشگاه، واجد شرایط حضور در مسابقات خانگی و نمایشگاه‌های باشگاه در کل فصل می‌شوند. آنها همچنین این حق را دارند که تقریباً هر نوع ورزشی را در تأسیسات باشگاه تمرین کنند. هزینه‌های ثبت شده اعضای وابسته، رسید حضور، قراردادهای حامی مالی، بازرگانی تیم، حقوق تلویزیونی، و هزینه‌های انتقال ورزشکار/بازیکن، معمولاً منابع اصلی تأمین مالی باشگاه‌های ورزشی هستند. علاوه بر این، باشگاه‌های ورزشی یا تیم‌های آن وجود دارند که به صورت عمومی فهرست شده‌اند - چندین باشگاه فوتبال حرفه‌ای اروپایی که متعلق به یک باشگاه چند ورزشی بزرگ‌تر هستند، نمونه‌هایی از آن هستند (یعنی SADهای پرتغالی (Sociedade Anónima Desportiva) مانند بنفیکا و اسپورتینگ یا SADهای اسپانیایی (Sociedad Anónima Deportiva) زاراگوزا و بتیس، و همچنین باشگاه‌های ایتالیایی مانند لاتزیو).
برخی از تیم‌های ورزشی تحت مالکیت و تأمین مالی یک شرکت غیرورزشی واحد هستند، به عنوان مثال چندین تیم ورزشی متعلق به شرکت ردبول در یک رشته ورزشی (برای نمونه تیم‌های فوتبال ردبول در اتریش، آلمان و ایالات متحده فعال هستند) و در مجموع به همهٔ آنها عنوان Red Bulls شناخته می‌شوند. نمونه‌های دیگر از این، چندین تیم ورزشی متعلق به شرکت‌های بایر آگ و فیلیپس از طریق بایرلورکوزن ۰۴ و PSV (پی اس وی آیندهوون) هستند که در ابتدا تیم‌های کاری بودند، تیم‌های متعلق به گروه سامسونگ (Samsung Sports) و تیم‌های متعلق به گروه سرگرمی Anschutz (AEG) نیز وجود دارند. آنها ممکن است در چندین ورزش و لیگ مختلف رقابت کنند که در برخی موارد مقر آن در چندین کشور است.

## عضویت

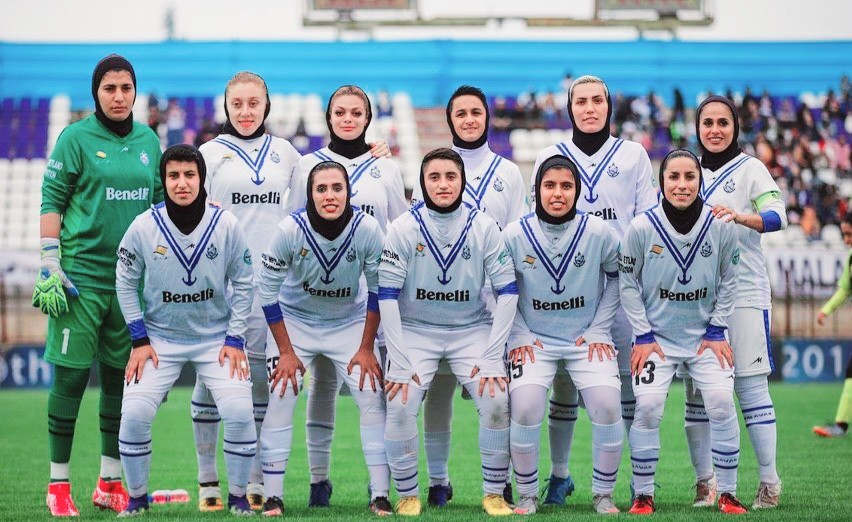
گروهی از بازیکنان یک باشگاه ورزشی را تشکیل می‌دهند.

در زمینه ورزش‌های رقابتی باشگاهی، یک ورزشکار معمولاً تنها برای رشتهٔ ورزشی مشخصی در یک باشگاه ثبت نام می‌کند و منحصراً در طول مدت قرارداد خود با مجموعه، در یک مسابقه یا فصل برای آن باشگاه رقابت می‌کند. استثنائات این مورد شامل معاملات و نقل و انتقالات بازیکنان، قراردادهای قرضی ورزشکاران و افراد آزمایشی غیرمتعهد است. در جایی که یک ورزشکار در چندین رشته مسابقه می‌دهد، یا جایی که عضویت در باشگاه جنبه‌های اجتماعی یا آموزشی دارد مانند باشگاه‌های ورزشی محلی، ورزشکاران می‌توانند در چندین باشگاه ورزشی نیز ثبت نام کنند و به فعالیت‌های گوناگون بپردازند اما این امر غالباً در باشگاه‌های حرفه ای مرسوم نیست.
عضویت چندگانه در چند رشته ورزشی تنها در مورد ورزش‌های انفرادی رایج است، مانند ورزش دو و میدانی، که در آن یک دونده مسافت ممکن است برای یک تیم دوومیدانی و همچنین یک تیم دوی جاده رقابت کند، یا در چند سبک گوناگون از مسابقات با دیگر ورزشکاران به رقابت بپردازد. همچنین عضویت بیشتر در یک باشگاه ورزشی محلی برای اهداف آموزشی و تفریحی. برخی از سازمان‌های ورزشی ملی از یک ورزشکار می‌خواهند که ترتیب اولویت عضویت در باشگاه خود را اعلام کند و مشخص کند کدام باشگاه بالاترین یا اولین ادعای حضور ورزشکار را دارد.

## باشگاه‌های ورزشی در سراسر جهان
در بسیاری از مناطق جهان مانند اروپا، شمال آفریقا، غرب آسیا، شبه قاره هند یا آمریکای مرکزی و جنوبی، باشگاه‌های ورزشی با چندین بخش ورزشی (باشگاه‌های چند ورزشی) یا شعبه‌ها، از جمله تیم‌های حرفه ای بسیار رقابتی، بسیار محبوب هستند و به برخی از قدرتمندترین و نماینده‌ترین نهادهای ورزشی در آن مکان‌ها تبدیل می‌شوند. به‌طور کلی، ورزش دانش‌آموزی را می‌توان اینگونه توصیف کرد که توسط باشگاه‌های چند ورزشی تشکیل شده است که هر یک نماینده مؤسسه آموزشی خود هستند و در چندین رشته ورزشی به رقابت می‌پردازند.
در ایالات متحده موسسات عمده ای مانند باشگاه ورزشی نیویورک و باشگاه ورزشی لس آنجلس به عنوان باشگاه‌های ورزشی که در چندین ورزش شرکت می‌کنند، در حال فعالیت هستند. نمونه‌هایی از باشگاه‌های ورزشی نیز فراوان است که در واقع تنها یک تیم ورزشی هستند. هر تیم از لیگ‌های ورزشی NFL (فوتبال آمریکایی)، CFL (فوتبال کانادا)، NBA (بسکتبال)، MLB (بیس بال)، NHL (هاکی روی یخ) یا MLS (فوتبال ایالات متحده) لیگ‌های ورزشی آمریکای شمالی را می‌توان باشگاه‌های ورزشی نامید، اما در تمرین، آنها تنها بر روی ورزشی خاص و به‌طور ویژه تمرکز می‌کنند. در این مورد می‌توان به برخی استثنائات اشاره کرد، به خصوص زمانی که چندین تیم ورزشی تحت مدیریت یک ساختار مالکیتی هستند، در این صورت ممکن است باشگاه به عنوان یک شرکت «ورزشی و سرگرمی» نامیده شود. برای نمونه، می‌توان به باشگاه ورزشی One Buffalo اشاره کرد. این باشگاه دارای یک تیم در NFL (تحت عنوان Buffalo Bills)، دو تیم هاکی (Buffalo Sabers و Rochester Americans)، دو تیم لاکراس حرفه ای (Buffalo Bandits و Rochester Knighthawks) و همچنین دو و میدانی و تناسب اندام عمومی (Impact ورزش و عملکرد) است. حتی در چنین شرایطی، قراردادهای دسته جمعی و قوانین قرارداد به‌طور کلی به بازیکن یک تیم ورزشی در یک شرکت ورزشی و سرگرمی اجازه نمی‌دهد که به‌طور خودکار برای تیم دیگری در همان رشته ورزشی بازی کنند. آنها می‌بایست تنها در یک تیم ورزشی در یک رشته به رقابت بپردازند. از سوی دیگر، تیم‌های دانشگاهی آمریکایی عموماً در ساختاری سازماندهی می‌شوند که یک باشگاه واقعی چند ورزشی متعلق به یک مؤسسه آموزشی را تشکیل می‌دهد، اما ورزش‌های دانشگاهی دانشگاهی در ایالات متحده تقریباً هرگز به عنوان باشگاه شناخته نمی‌شوند. «ورزش باشگاهی» در کالج‌ها و دانشگاه‌های آمریکا به ورزش‌هایی گفته می‌شود که مستقیماً توسط دانشگاه‌ها حمایت نمی‌شوند، بلکه توسط سازمان‌های دانشجویی حمایت می‌شوند (به انجمن ملی فوتبال باشگاهی و انجمن هاکی دانشگاهی آمریکا برای دو لیگ که کاملاً از تیم‌های «باشگاهی» کالج در فوتبال آمریکایی و هاکی روی یخ، به ترتیب).
در بریتانیا، تقریباً تمام سازمان‌های ورزشی بزرگ به یک ورزش اختصاص داده شده‌اند. با این همه می‌توان به چند استثنا اشاره کرد: از جمله باشگاه ورزشی کاردیف واقع در کاردیف، ولز است که مالک سایت Cardiff Arms Park است. این شرکت مسئول بسیاری از فعالیت‌های ورزشی آماتور برتر در این شهر است. این مجموعه در کریکت (باشگاه کریکت کاردیف)، اتحادیه راگبی (سهامدار عمده باشگاه نیمه حرفه ای راگبی کاردیف است)، هاکی روی چمن (باشگاه هاکی کاردیف و مت)، تنیس است. (باشگاه تنیس Lisvane (CAC)) و بخش کاسه (Cardiff Athletic Bowls Club) فعال است. باشگاه ورزشی Catford Wanderers همچنین یک سازمان چند ورزشی است که دارای امکانات بدمینتون، کریکت، فوتبال و تنیس است. علاوه بر این، مانند چندین کشور دیگر، بسیاری از دانشگاه‌ها و کالج‌ها طیف وسیعی از فعالیت‌های ورزشی دانشجویی از جمله در سطح حرفه‌ای یا نیمه حرفه‌ای را توسعه می‌دهند. فولهام اف سی زمانی یک تیم حرفه ای لیگ راگبی و باشگاه قایقرانی را اداره می‌کرد. آنها سپس از دیگر باشگاه‌های فوتبال در آن زمان الگوبرداری کردند. بسیاری از باشگاه‌های فوتبال از تیم‌های کریکت سرچشمه می‌گیرند. امروزه، اکثر شهرهای بزرگ برای هر ورزش باشگاه‌های جداگانه ای دارند (مثلاً باشگاه فوتبال منچستر یونایتد و باشگاه کریکت کانتی لنکاوی در منچستر مستقر هستند).
بسیاری از باشگاه‌ها در سطح بین‌المللی خود را تنها با عنوان باشگاه فوتبال توصیف می‌کنند ("FC", "Football Club" در انگلیسی بریتانیایی و "Fußball-Club" در آلمانی، "CF", Clube de Futebol به پرتغالی و Club de Fútbol در اسپانیایی). به‌طور کلی، باشگاه‌های فوتبال در بریتانیا تنها تیم‌های فوتبال را شامل می‌شوند. همتایان آنها در چندین کشور اروپایی دیگر (از جمله آلمان و اسپانیا) تمایل دارند که باشگاه‌های چند ورزشی کامل باشند اما با این حال به آنها فقط باشگاه‌های فوتبال اطلاق می‌شود (Futebol Clube do Porto ; Fußball-Club Bayern München ; Futbol Club Barcelona)(بارسلونا شامل تیم‌های ورزشی فوتبال (مردان و زنان) و همچنین بسکتبال و … است). مخفف معادل "SC" (برای "باشگاه فوتبال") گاهی در انگلیسی آمریکای شمالی استفاده می‌شود (به عنوان مثال، نشویل SC و اورلاندو سیتی SC)، اما بی میلی عمومی برای استعمار زدایی اصطلاحات ورزشی به این معنی است که اکثر تیم‌های آمریکای شمالی، تا حدودی مبهم هستند. همان‌طور که "فوتبال" در انگلیسی آمریکای شمالی به فوتبال سبک گریدرون در آمریکای شمالی اشاره دارد، هنوز هم به جای آن از "FC" در نام خود استفاده می‌کنند (مثلاً FC Dallas یا Toronto FC). در انگلیسی آمریکایی به فوتبال، ساکر (Soccer) اطلاق می‌شود.